# Decarthron exsectum
Decarthron exsectum är en skalbaggsart som beskrevs av Brendel 1865. Decarthron exsectum ingår i släktet Decarthron och familjen kortvingar. Inga underarter finns listade i Catalogue of Life.